# Makedonska Kamenica
Makedonska Kamenica (makedonska: Македонска Каменица [maˈkɛdɔnska kaˈmɛnitsa] lyssna (fil), före 1950: Kamenica) är en mindre stad i kommunen Makedonska Kamenica i nordöstra Nordmakedonien. Staden hade 4 368 invånare vid folkräkningen år 2021.
Av invånarna i Makedonska Kamenica är 99,32 % makedonier, 0,22 % serber och 0,22 % bosniaker (2021).